# Chaetogenys
Chaetogenys straneoi es una  especie de coleóptero adéfago de la familia Carabidae y el único miembro del género monotípico Chaetogenys.